# Rebelión en Albania de 1997
La rebelión en Albania de 1997, conocida también como el Levantamiento de la Lotería o  Revolución Popular Albanesa de 1997, tuvo lugar durante el primer trimestre de 1997 en la nación balcánica de Albania. Fue un momento muy delicado para el país, en el que en unas pocas semanas el Estado rozó la descomposición y casi se produce una guerra civil, el gobierno fue derrocado y  murieron alrededor de 2000 personas. Dos hechos fundamentales desencadenaron esta situación: a las caóticas elecciones legislativas de 1996, en las que resultó ganador el Partido Democrático de Sali Berisha se le sumó el colapso de unos sistemas financieros piramidales de esquema Ponzi que tenían el aval de los funcionarios del Gobierno albanés y que perjudicaron enormemente al país.

## Cronología

### Pirámides y estafa masiva
La estafa consistía en una serie de depósitos que generaban unos intereses irrealmente altos, y de una dudosa solvencia, que prometía conseguir dinero rápidamente. El sistema contó con el estímulo del gobierno de Sali Berisha bajo el pretexto de la expansión del sistema crediticio. Cerca de dos tercios de la población albanesa confiaron sus escasas propiedades e incluso hipotecaron sus casas para obtener esos intereses, pero, después de meses de euforia, estos esquemas se derrumbaron de la noche a la mañana, dejando a un tercio de la población albanesa en la miseria (la población albanesa para 1997 era de alrededor de 3 millones de habitantes). Antes de la rebelión, el Fondo Monetario Internacional (FMI) había llegado en una misión a Albania y había aconsejado a los albaneses no depositar dinero en esas compañías.
La primera pirámide financiera en derrumbarse fue la de la pequeña empresa Sude, a mediados de enero. El gobierno bloqueó inmediatamente las cuentas de dos de las cinco principales sociedades de inversiones, Xhaferri y Populli. Hacía tiempo que ya se habían iniciado procesos judiciales contra estas dos sociedades, pero sólo habían sido lanzados por cuestiones de estatutos, ya que se habían registrado como fundaciones y no como empresas.

### Protestas, rebelión y caos
El 19 de enero, 3000 personas rompen un cordón policial e irrumpen en la plaza Skanderberg de Tirana. Hay enfrentamientos con la policía en otros puntos de la ciudad y rápidamente se hace claro que la gente quiere su dinero, pero también mucho, mucho más. De un comienzo es la rabia contra Berisha, ya que con el bloqueo de las cuentas se bloqueaba también una parte de sus ingresos; pero pronto se dan cuenta de lo que realmente les está pasando. Sus ahorros han probablemente desaparecido, la economía no funciona, y piensan quizás en los salarios pagados en las pocas empresas textiles italianas que existen ahí –cuando se tiene la suerte de encontrar un trabajo en el país–. Y piensan en la brutalidad de la policía y en los servicios de seguridad, el SHIK, a los que, como en el pasado, todo el mundo teme. El Estado, una vez más, les ha dejado en claro lo que son y lo que deben ser: gente que no tiene nada más que vender que su fuerza de trabajo, casi sin valor. En suma, proletarios. Y es por ello que el primer ministro Meksi, poco antes de dimitir a su función podía decir, no sin razón: «se trata en el forma y en el fondo de una guerra civil, de una revolución proletaria, de una lucha violenta por el poder».
El descontento generalizado que se consumó en levantamientos armados y asaltos a cuarteles militares y arsenales. Rápidamente las instituciones militares se desvanecieron, el servicio de seguridad se disolvió y la población irrumpió en los arsenales militares para robar y apropiarse de todo tipo de armas, incluyendo fusiles Kalashnikov y tanques. Se estima que unas 650.000 armas fueron tomadas, mientras que los muertos alcanzaron a más de 1.500 personas al final de las revueltas. En esta situación de caos y de violencia, antiguas vendetas personales volvieron a aflorar y más de 10 mil albaneses iniciaron otra inmigración masiva a Italia como ya realizaran con la transición al capitalismo y la democracia, lo que provocó una seria crisis gubernamental en este último país. El 2 de marzo, la Asamblea del Pueblo decretó el estado de emergencia. El primer ministro albanés Aleksander Meksi y su gabinete, compuesto por miembros del Partido Democrático, renunciaron en bloque. En su reemplazo asumió la presidencia el socialista Bashkim Fino, a la cabeza de un gobierno de reconciliación nacional y las nuevas elecciones nacionales fueron convocadas para el 29 de junio.
Las fuerzas de seguridad albanesas trataban de controlar los disturbios en el norte del país, pero la situación no era mejor al sur. La mayor parte de la mitad sur del territorio cayó en manos de los rebeldes y bandas criminales: un levantamiento armado, dirigido por los "Comités de Salvación Pública", algunos de ellos constituidos como milicias independientes y otros organizados por comunistas, estalló en Vlorë y el sur del país. Luchas y enfrentamientos ocurrieron en Tirana, la capital del país, y las demás ciudades. 
Los llamados exigiendo la renuncia de Sali Berisha vinieron de todos lados y Albania se convirtió virtualmente en un país "sin Dios ni ley". A tal grado llegó la situación que varios altos miembros y oficiales del Gobierno, como el ministro de Defensa Safet Zhulali, huyeron del país. El 2 de marzo de 1997 la Asamblea del Pueblo decretó el estado de emergencia.

### Fuerza internacional y cambio de gobierno
El nuevo gobierno albanés apela por una fuerza internacional para que le ayude a restablecer el orden en el país. A fines de marzo, el Consejo de Seguridad de la ONU aprobó el envío de una fuerza militar multinacional a Albania para vigilar la distribución de la ayuda humanitaria y mantener el orden público, La "Fuerza de Protección Multinacional" (FPM) de 7000 soldados liderada por Italia, desembarcó en Durrës y Vlorë el 14 de abril.
El descontento generalizado causó que el Partido Socialista de Albania (PS) ganara las elecciones de ese año. En las relativamente pacíficas elecciones del 29 de junio de 1997, el Partido Socialista de Albania (heredero del comunista Partido del Trabajo de Albania) y sus aliados obtuvieron una aplastante victoria: obtuvieron el 65 % de los votos contra el 19 % del partido de Berisha. Este renunció a su cargo en julio, siendo reemplazado por el antiguo profesor de Física y secretario del Partido Socialista, Rexhep Mejdani, que fue elegido presidente de Albania aquel mismo mes. Se formó un nuevo gabinete multipartidario de 20 miembros (excluyendo al Partido Democrático de Berisha), con el líder socialista Fatos Nano como primer ministro de Albania.
En agosto de 1997 el Gobierno albanés anuncia que el ejército y la Policía estatal albanesa han restablecido el orden en Vlorë y que la fuerza multinacional se retiraría del país antes de finalizar el mes.

## Efectos posteriores
La economía albanesa también se deterioró gravemente. El desempleo superó la marca del 25 % y la inflación en julio llegó al 28 %. El crecimiento del PIB, que había tenido tasas de crecimiento de entre 8 y 11 % en los años previos, cayó por debajo del 7 % y la moneda nacional sufrió una devaluación de 108 a más de 150 lek por dólar.
Tras la rebelión, tres millones de armas usadas fueron trasladadas a Kosovo, y las fuerzas del Ejército de Liberación de Kosovo (UÇK) recibieron una considerable cantidad de armamento.Véase Guerra de Kosovo.